# Yang'an Manzu Xiang
Yang'an Manzu Xiang (kinesiska: 羊安满族乡, 羊安) är en socken i Kina. Den ligger i provinsen Liaoning, i den nordöstra delen av landet, omkring 270 kilometer sydväst om provinshuvudstaden Shenyang. Antalet invånare är 20965. Befolkningen består av 10 432 kvinnor och 10 533 män. Barn under 15 år utgör 15,0 %, vuxna 15-64 år 75 %, och äldre över 65 år 9,0 %.
Genomsnittlig årsnederbörd är 723 millimeter. Den regnigaste månaden är juli, med i genomsnitt 177 mm nederbörd, och den torraste är februari, med 4 mm nederbörd.